# إتمام الحجة
إتمام الحجة هو مفهوم إسلامي يدل على أن الحقيقة الدينية قد تم وضّحها بالكامل رسول الله وجعلها متاحة للأمة، والذين يعتبرون أنه ليس لديهم عذر لإنكارها.

## دور الرسول
إن مفهوم إتمام الحجة يقتضي أن الحقيقة الدينية يقدمها رسول وليس نبيًّا فقط. يتميز الأول عن الأخير بأنه تلقى رسالة إلى المجتمع في شكل كتاب وبأنه متأكد من النجاح. في حين أن جميع الرسل أنبياء، ليس كل الأنبياء رسل. في الإسلام الشيعي، يمكن أن يكون الإمام أيضًا حجة من خلاله يُثبت حضور الله للمؤمن.

## طالع أيضًا
- أنواع الجهاد الإسلامي
  - الإسلام والحرب
  - قائمة غزوات محمد [الإنجليزية]
  - محمد كدبلوماسي
  - محمد كقائد عام
- المصطلحات الإسلامية
  - الدعوة
  - حجة
  - الحجة الزنجاني [الإنجليزية]
  - التوبة في الإسلام
- الوحي
  - التبشير والدعوة [الإنجليزية]
  - مصير غير المتعلمين

## ملحوظات
1. ↑  Esposito (2005), p. 20
2. ↑  Islahi, vol. 8, p. 273
3. ↑  Esposito(2003), p. 117

## روابط خارجية
- إتمام الحجة من ذرية إبراهيم وسلطانهم